# Ngũ Lạc
Ngũ Lạc là một xã thuộc tỉnh Vĩnh Long, Việt Nam.

## Địa lý
Xã Ngũ Lạc nằm ở phía đông bắc huyện Duyên Hải, có vị trí địa lý:
- Phía đông giáp xã Long Hữu.
- Phía tây giáp xã Đôn Châu.
- Phía nam giáp phường Duyên Hải và xã Long Thành
- Phía bắc giáp xã Long Hiệp và Hiệp Mỹ.

Xã Ngũ Lạc có diện tích 60,92 km², dân số năm 2025 là 32.309 người, mật độ dân số đạt 530 người/km².

## Hành chính
Xã Ngũ Lạc được chia thành 10 ấp: Bổn Thanh, Cây Da, Cây Xoài, Đường Liếu, Mé Láng, Rọ Say, Sóc Ớt, Sóc Ruộng, Thốt Nốt, Trà Khúp.

## Lịch sử
Theo Nghị định của toàn quyền Đông Dương Paul Doumer ký ngày 20/12/1899, ngày 1/1/1900 trên địa bàn xã Ngũ Lạc ngày nay có 5 làng: Lạc Hòa, Lạc Thạnh, Lạc Sơn, Lạc Thiện và Lạc Nghĩa. Sau đó 5 làng này được nhập lại thành hai làng: Thạnh Hòa Sơn và Thiện Nghĩa, trong đó làng Thiện Nghĩa là tiền thân của xã Ngũ Lạc ngày nay. Hai làng Thạnh Hòa Sơn và Thiện Nghĩa tiếp tục nhập lại vào khoảng năm 1942 đặt tên làng là Ngũ Lạc, thuộc tổng Vĩnh Lợi, quận Cầu Ngang. Sở dĩ có tên xã Ngũ Lạc là vì xã này được thành lập bởi 5 làng có tên Lạc do Ông Lâm Văn Nhiêu Cai tổng Vĩnh Trị đặt tên (Nguyên Chủ tịch Ủy ban hành chính Huyện Cầu Ngang).
Ngày 18 tháng 2 năm 1949, Ủy ban kháng chiến hành chính Nam Bộ ra Nghị định số 46/NĐ về việc đổi tên quận thành huyện, làng thành xã trên phạm vi toàn Nam Bộ. Theo đó, làng Ngũ Lạc được đổi thành xã thuộc huyện Cầu Ngang, tỉnh Vĩnh Trà.
Ngày 22 tháng 10 năm 1956, chính quyền Việt Nam Cộng hòa ban hành Sắc lệnh số 143-NV, tách một phần đất của quận Cầu Ngang để thành lập một quận mới là quận Long Toàn. Khi đó, xã Ngũ Lạc thuộc quận Long Toàn, tỉnh Vĩnh Bình.
Sau ngày 30 tháng 4 năm 1975, quận Long Toàn bị giải thể và sáp nhập vào huyện Cầu Ngang, tỉnh Cửu Long. Xã Ngũ Lạc thuộc huyện Cầu Ngang, tỉnh Cửu Long.
Ngày 15 tháng 9 năm 1981, Hội đồng Bộ trưởng ban hành Quyết định số 69-HĐBT. Theo đó, chia xã Ngũ Lạc thành hai xã Ngũ Lạc và Thạnh Hòa Sơn.
Ngày 29 tháng 9 năm 1981, Hội đồng Bộ trưởng ban hành Quyết định số 98-HĐBT. Theo đó, chia huyện Cầu Ngang thành huyện Cầu Ngang và huyện Duyên Hải, xã Ngũ Lạc trực thuộc huyện Duyên Hải.
Năm 2015, sau khi tách một phần diện tích và dân số của huyện Duyên Hải để thành lập thị xã Duyên Hải, huyện lỵ huyện Duyên Hải được dời về xã Ngũ Lạc.
Ngày 15 tháng 10 năm 2019, Hội đồng Nhân dân tỉnh Trà Vinh ban hành Nghị quyết 157/NQ-HĐND về việc sáp nhập một phần ấp Rọ Say vào ấp Trà Khúp.
Ngày 13 tháng 2 năm 2023, Ủy ban Thường vụ Quốc hội ban hành Nghị quyết số 728/NQ-UBTVQH15 (nghị quyết có hiệu lực từ ngày 1 tháng 3 năm 2023). Theo đó, điều chỉnh toàn bộ 3,13 km² diện tích tự nhiên và 490 người của ấp Phước Hội thuộc xã Long Khánh vào ấp Mé Láng thuộc xã Ngũ Lạc.
Sau khi điều chỉnh địa giới hành chính, xã Ngũ Lạc có diện tích tự nhiên là 38,02 km² và dân số là 19.295 người.
Ngày 16 tháng 6 năm 2025, Ủy ban Thường vụ Quốc hội ban hành Nghị quyết số 1687/NQ-UBTVQH15 về việc sắp xếp các đơn vị hành chính cấp xã của tỉnh Vĩnh Long năm 2025. Theo đó, sắp xếp toàn bộ diện tích tự nhiên, quy mô dân số của xã Ngũ Lạc và  Thạnh Hòa Sơn (huyện Cầu Ngang) thành xã mới có tên gọi là xã Ngũ Lạc.
Sau khi sáp nhập, xã Ngũ Lạc có 60,92 km² diện tích tự nhiên và dân số 32.309 người.